# George Hendrik Breitner
George Hendrik Breitner (Rotterdam, 1857. szeptember 12. – Amszterdam, 1923. június 5.) holland festő, fényképész, elsősorban az amszterdami városi élet ábrázolásáról nevezetes. Tagja volt az ún. Nyolcvanasok ('De Tachtigers') csoportjának; ezek a művészek (köztük Isaac Israëls, Willem Witsen festők, Willem Kloos és Lodewijk van Deyssel költők) nagy befolyással voltak a 19. század nyolcvanas éveiben a holland művészeti életre.

## Élete
1876–1880 között Breitner a hágai művészeti akadémián tanult, ahol kitűnt  tehetségével. 1880-ban azonban fegyelemsértő magatartása miatt kizárták onnan. Még ebben az évben befogadták azonban a Pulchri Studio nevű jelentős hágai művészeti társaságba.
1880-1881-ben a híres Mesdag Panorámán dolgozott Hendrik Mesdag, S. Mesdag-van Houten, Theophile de Bock és Barend Blommers társaságában. 1882-ben találkozott Vincent van Gogh-gal, akivel együtt járt rajzolni Hága szegényebb negyedeibe. Breitner érdeklődéssel fordult a dolgozó emberek, kétkezi munkások, szolgálólányok élete felé. Egy párizsi útja során mélyebben megismerkedett az impresszionizmussal.
1886-ban Amszterdamba költözött, ahol a „De Maatschappij Arti et Amicitiae” nevű művészeti társaság tagja lett; ez a csoport segített első önálló kiállítása megszervezésében 1901-ben.

## Munkássága
Breitner magát a „nép festőjének” tekintette, és tudatosan eltérve a poszt-impresszionisták irányzatától, igyekezett reálisabb képet alkotni a mindennapi valóságról. Kedvenc témája volt Amszterdam, utcáival, építkezéseivel, kikötőjével, munkásaival és lakosaival. Gyors ecsetvonásokkal rögzítette a dinamikus utcai életet. Ebben az időben váltak elérhetővé a fényképezőgépek, és Breitner nagy érdeklődéssel fordult a fotózás felé.
Szívesen festett női aktokat is, de Rembrandthoz hasonlóan sok bírálat érte amiatt, hogy képei túlságosan reálisak, nem hasonlítanak az ideális női szépségre. Művész barátai és a műértő közönség nagyon kedvelte festészetét, de a kritikusok megvetették nyers és realisztikus stílusa miatt.
A századfordulóra Hollandiában elismert művész lett, amint azt 1901-es önálló kiállítása fényesen bizonyította. Sokat utazott, meglátogatta Párizst, Londont, Berlint, majd 1909-ben az Egyesült Államokban a Carnegie International Exhibition zsürijének tagja lett Pittsburghben.
Külföldi kiállításai ellenére nem igazán szerzett nemzetközi elismertséget. Az uralkodó posztimpresszionizmus mellett az ő realista művészete háttérbe szorult.
Két tanítványa volt, Kees Maks (1876-1967) és Marie Henrie Mackenzie (1878-1961).

## Utóélete
1996-ban került elő egy nagy fotógyűjtemény az által készített felvételekből. Ebből egyértelművé vált, hogy fényképészként is nagyon tehetséges volt. Rengeteg városképet készített, főleg borús, esős időben. A fényképészetet festői munkásságához, témája tanulmányozásához is segédeszközként használta.
Képeinek értéke az aukciókon a 21. század elején is egyre növekszik.
Azon kevés holland festő közé tartozik, akinek a nevét a nép is megőrizte egy szólásban: a szürke és esős időt az amszterdamiak „tipikus Breitner-időnek” („Echt Breitnerweer”) nevezik.

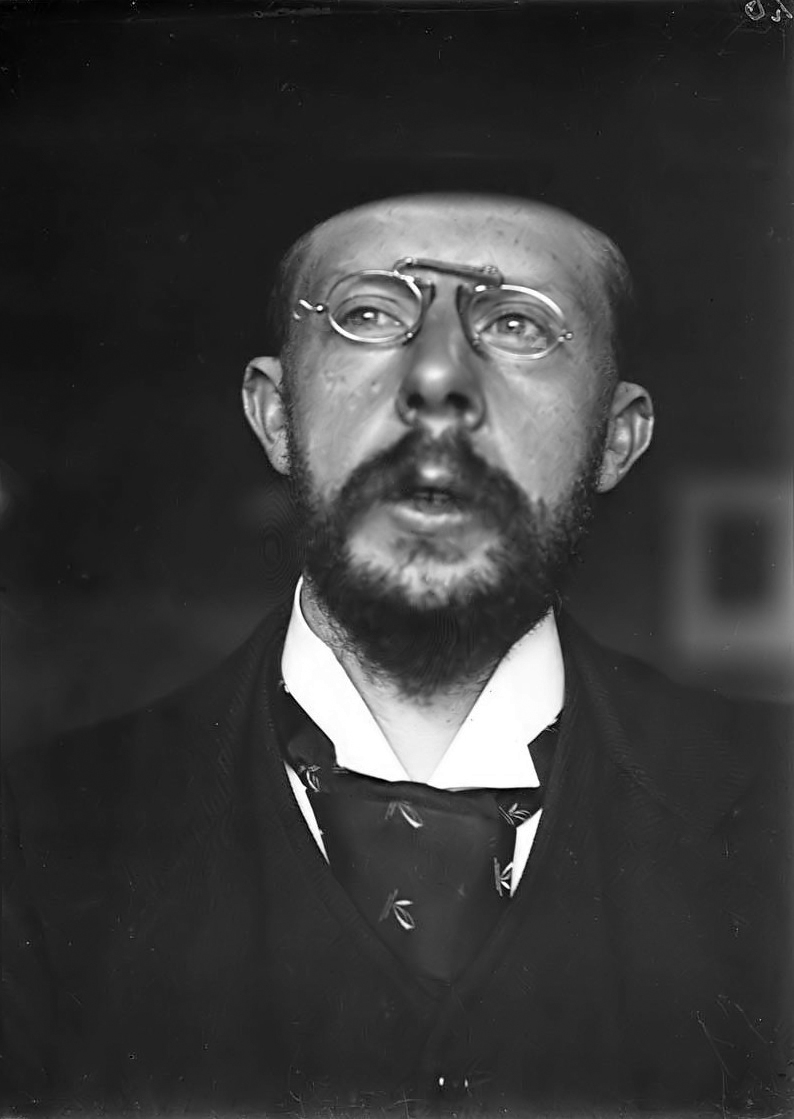
Willem Witsen fotója Breitnerről
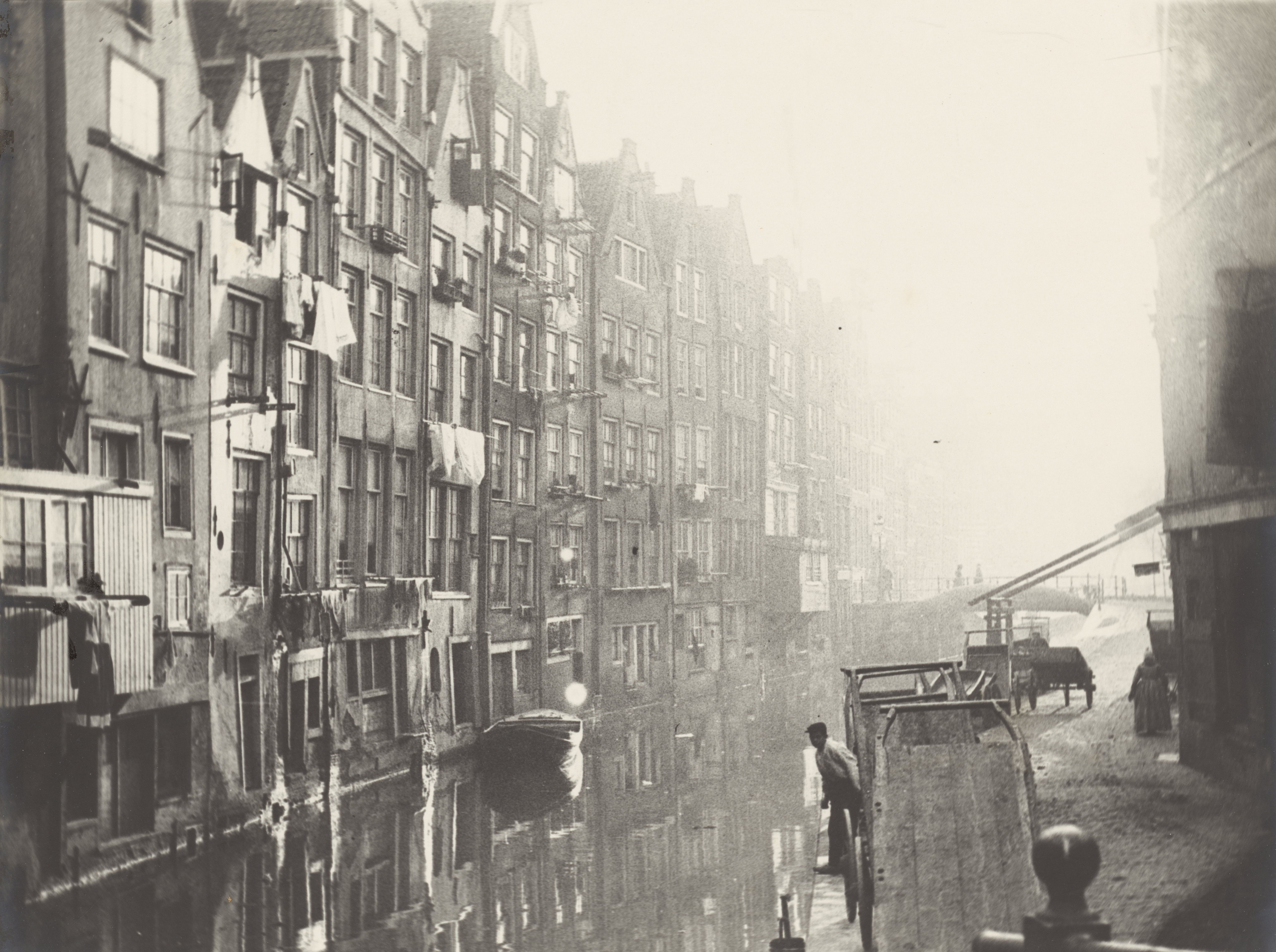
Breitner fotója Amszterdamról (c. 1890–1900)
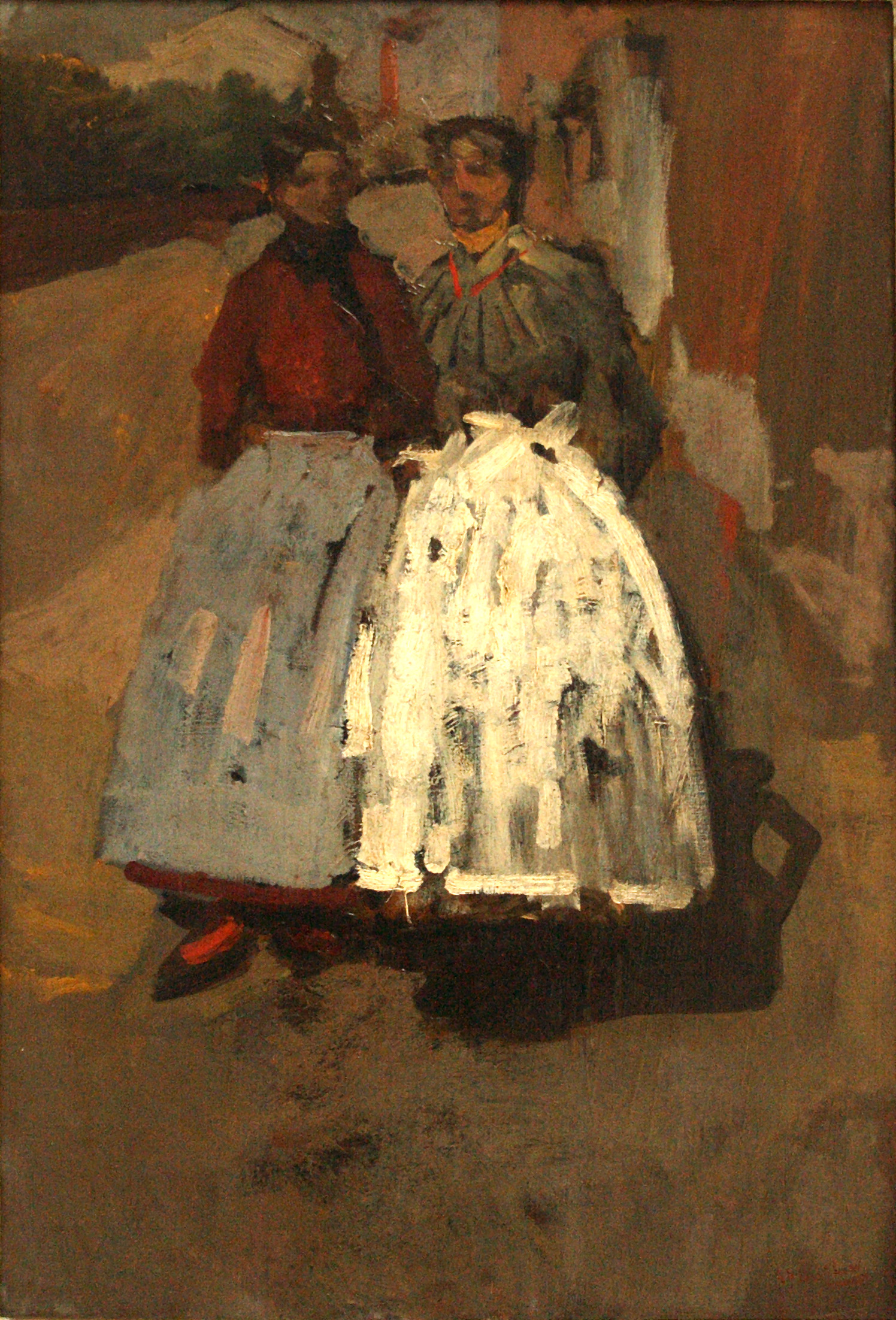
Munkáslányok
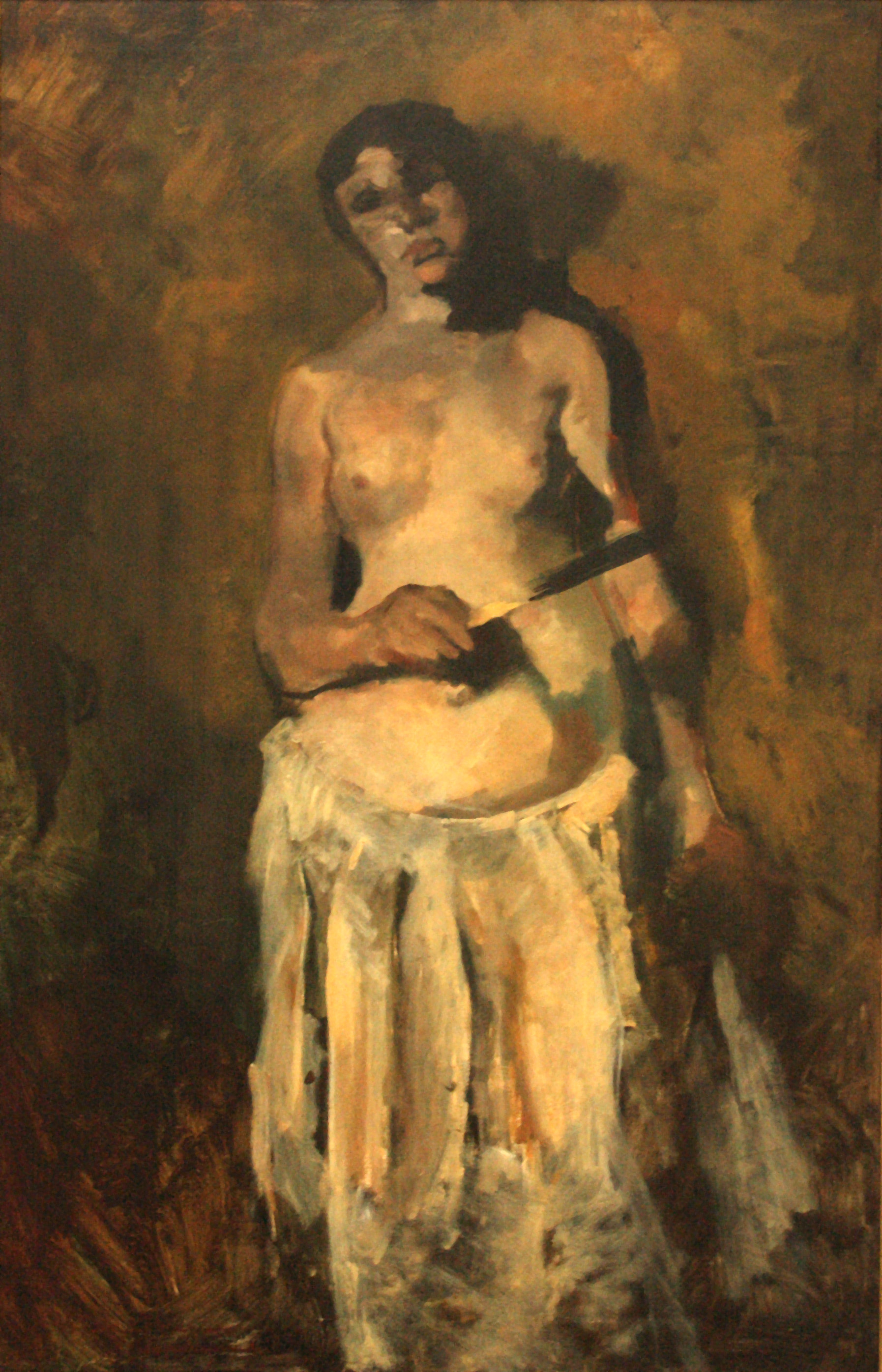
Női akt